# برواقیه
برواقیه (به عربی: البرواقیة) یک شهرداری در الجزایر است که در استان مدیه واقع شده‌است. برواقیه ۶۰٬۱۵۲ نفر جمعیت دارد.